# ПОФК „Сливен 2000“
 За другия отбор със същото име вижте ФК Сливен.  
ПОФК Сливен 2000 е футболен клуб от едноименния град, създаден на 29 февруари 2000 г. Сливен 2000 играе срещите си на общинския стадион „Хаджи Димитър“, с капацитет от 15 500 места. Цветовете на отбора са оранжево и синьо. Бившите цветове на отбора са били червено и бяло, оранжево и бяло.

## История
На 29 февруари 2000 г. клубът е основан като общински под името ОФК Сливен 2000 и започва от най-ниските дивизии във футболната йерархия в България. През 2002 г. като играещ треньор се завръща Йордан Лечков. Година по-късно той е избран за кмет на Сливен и поема управлението на общинския клуб. ОФК Сливен 2000 тръгва нагоре и през 2008 г. влиза в А група. В този период в клуба израстват Иван Стоянов и Костадин Стоянов, които впоследствие стигат до националния отбор. ОФК Сливен 2000 престоява три години в елитната дивизия, преди да изпадне в Б група през сезон 2010/11.

## Успехи
Б група
- Шампион – 2008 г.

## Любопитни факти
- Първото футболно игрище в Сливен е построено в източната част на Градската градина.
- Първите мрежи на вратите на игрище „Шмиргела“ са оплетени в Сливенския затвор през 1938 г.

## Известни футболисти
- Иван Стоянов
- Костадин Стоянов
- Коста Янев
- Петър Стоянов